# Ангорская битва
Анго́рская би́тва, Анка́рская би́тва или Би́тва при Анкаре́ (тур. Ankara Muharebesi) — сражение между Османским султаном Баязидом I и среднеазиатским эмиром Тимуром (Тамерланом), произошедшее 20 июля 1402 года близ Ангоры (ныне Анкара), в котором войска Тимура разгромили турецкую армию султана Баязида Молниеносного, что привело к временному распаду Османской империи.

## Армии сторон
Армия Османской империи, помимо иррегулярных частей тяжёлой кавалерии — сипахи, и иррегулярной пехоты, яя и мюселлем, а также добровольческих подразделений дели и войнуков (добровольцы из балканских областей) включала части регулярной гвардии султана — «Капыкулу» (Дворцовая стража), составной частью которого был корпус янычар (пехота), капы-гулу сипахилери (тяжёлая кавалерия).
Кроме собственно османских войск, янычар и надёжных сербов, армия Баязида включала солдат из мелких государств-бейликов, упразднённых им лет за десять до того, и некоторые отряды татарских наездников, находившихся в Малой Азии ещё с монгольских времён.
Опираясь на богатый опыт своих предшественников, Тимур сумел создать мощную и боеспособную армию, позволившую ему одерживать блестящие победы на полях сражений над своими противниками. Эта армия была многонациональным и многоконфессиональным объединением, ядром которого являлись тюрки, воины-кочевники. Армия Тамерлана делилась на конницу и пехоту, роль которой сильно возросла на рубеже XIV—XV веков. Тем не менее, основную часть армии составляли конные отряды кочевников, костяк которых состоял из элитных подразделений тяжеловооружённых кавалеристов, а также отрядов телохранителей Тамерлана. Пехота зачастую играла вспомогательную роль, однако была необходима при осадах крепостей. Пехота была большей частью легковооружённой и в основном состояла из лучников, однако в армии состояли также тяжеловооружённые ударные отряды пехотинцев.
Помимо основных родов войск (тяжёлой и лёгкой конницы, а также пехоты) в армии Тамерлана находились отряды понтонёров, рабочих, инженеров и прочих специалистов, а также особые пехотные части, специализировавшиеся на боевых операциях в горных условиях (их набирали из жителей горных селений). Организация армии Тамерлана в общем и целом соответствовала десятичной организации Чингисхана, однако появился ряд изменений (так, появились подразделения численностью от 50 до 300 человек, называвшиеся «кошунами», численность более крупных подразделений-«кулов» также была непостоянной).
По словам греческого историка Спиро Теотокиса, болгарский воевода Стефан Елеазар во главе болгарского отряда вступил в союз с Тамерланом и участвовал на его стороне в битве при Ангоре, стремясь таким образом спасти Болгарию и Балканы от турецкого завоевания.
Основным оружием лёгкой конницы, как и пехоты, был лук. Лёгкие кавалеристы пользовались также саблями или мечами и топорами. Тяжеловооружённые всадники были облачены в панцири (наиболее популярным доспехом была кольчуга, зачастую укреплённая металлическими пластинами), защищены шлемами и сражались саблями или мечами (помимо луков и стрел, которые были распространены повсеместно). Простые пехотинцы были вооружены луками, воины тяжёлой пехоты сражались саблями, топорами и булавами и были защищены панцирями, шлемами и щитами.

## Перед битвой
За 35 лет своего правления (1370—1405), проведённых в непрестанных военных походах, Тимур создал огромную империю, простиравшуюся от Северной Индии до Восточной Анатолии. В это же время Баязид I сумел подчинить все бейлики Малой Азии и стать полновластным хозяином Анатолии.
Продвигаясь на запад, Тимур столкнулся с государством Кара Коюнлу, победа войск Тимура вынудила предводителя туркмен Кара Юсуфа бежать на запад к Османскому правителю — Баязиду. После чего Кара Юсуф и Баязид договорились о совместном действии против Тимура. Чтобы окончательно расправиться с султаном Кара Коюнлу, Тимур настоятельно требовал от Баязида выдать Кара Юсуфа, но отказ Баязида дал формальный повод для начала войны против Османов. В мае 1402 года Тимур начал поход в Малую Азию. Его войска заняли турецкие крепости Кемах и Сивас. Здесь к Тимуру прибыли для переговоров послы турецкого султана Баязида Молниеносного. В присутствии послов Тимур произвёл смотр своим войскам, численность которых достигала 140 тысяч человек. Основную часть армии Тимура составляла конница. Вид огромной армии произвёл гнетущее впечатление на послов. Баязид сумел выставить против Тимура вдвое меньшую армию. Опасаясь открытого сражения, султан расположил свои войска в горно-лесистой местности севернее города Ангоры. Тимур осадил Ангору и хитроумными манёврами выманил Баязида на равнину.

## Ход битвы
Как только турки спустились с гор, Тимур снял осаду Ангоры и, совершив небольшой переход, оказался на пути движения войск Баязида. Тимур знал, что султан давно не выдавал жалованья, что в его войсках много недовольных, особенно среди анатолийских беев. Он послал лазутчиков к беям, пытаясь склонить их на свою сторону.
Баязид построил армию тылом к горам с путями отступления на флангах. Стремясь усилить центр армии, султан ослабил фланги. Левый фланг турецких войск составляли сербы под командованием Стефана Лазаревича. На правом фланге расположились отряды анатолийских беев. Тимур, наоборот, имел сильные фланги и мощный резерв из 30 полков отборных войск.
Бой завязала лёгкая конница, а затем авангард правого крыла армии Тимура, который возглавлял его внук Абу Бакр-мирза безуспешно атаковал немногочисленных сербских рыцарей. Тимур бросил в бой все силы своего правого крыла, возглавляемые его сыном и отцом Абу-Бакра Миран-шахом, но сербы продолжали упорно сопротивляться. Авангард левого крыла сразу имел успех, отряды анатолийских беев и 18 тысяч наёмников-татар перешли на сторону противника. После этого Тимур ввёл в бой часть второй линии, пытаясь отрезать сербов от главных сил, но им удалось прорваться и соединиться с остальной армией Баязида.
Разгромив фланги, Тимур бросил в атаку резерв и окружил главные силы турок. Преимущество войск Тимура было подавляющим. Янычары были перебиты, а сам Баязид взят в плен.

## Датировка
Датировка битвы вызывает разногласия. Самые ранние сведения о времени проведения битвы противоречат друг другу:
- Современник событий, Хафиз Эбру (ум. 1430), не называл точного дня, указывая лишь месяц — «Зу-ль-хиджа 804» (июль 1402 года)[5].

Ещё три современника, двое из которых — авторы ранних жизнеописаний Тамерлана, называли разные даты и разные дни недели:
- Ибн Арабшах (ум. 1450): «случилось на одной мили от города Анкара в среду двадцать седьмого числа месяца зу-л-хиджжа 804 года хиджры»[6]
- Шарафаддин Язди (ум. 1454): «Эта победа случилась в пятницу девятнадцатого зуль-г.ижжи восемьсот четвёртого года»[7].
- Бадр ад-Дин аль-Айни (1360—1451): 5 мухаррама 805 (5 августа 1402 года)[5].

Следующее поколение историографов тоже не было единодушно:
- Ашик-паша-заде (1393—1484) и Али: 804 год (1401—1402)[5].
- Георгий Сфрандзи (1401—после 1478): «в 28 день месяца июля десятого года был убит Тимуром султан Баязид»[8].
- Ибн Тагриберди (1409/10—1470): 27 Зу-ль-хиджа 804 (28 июля 1402 года)[5].

В дальнейшем разброс мнений увеличился:
- Бехишти (1450-после 1511): «за три дня до входа в 804 год», то есть в день 26-27 Зу-ль-хиджа 803 (7-8 августа 1401 года)[5]
- Мехмед Нешри (1450—1520): «Это произошло за три дня до 804 годовщины Хиджры»[9].
- Рухи Челеби (ум. 1522) и Идрис Бидлиси (1455—1520): 13 Мухаррем 805 (13 августа 1402 года)[5].
- Саад-эд-дин (1536/7—1599): 19 Зу-ль-хиджа 804 года (20 июля 1402 года)[5].

При этом, при переводе дат 19 Зу-ль-хиджа 804 года никак не даёт 20 июля. Это 28 июля. 27 Зу-ль-хиджа тоже не даёт 28 июля, это 5 Августа 1402 года.

## Значение
После битвы вся Малая Азия была захвачена войсками Тимура. Поражение привело к распаду Османской державы, сопровождавшемуся междоусобицей между сыновьями Баязида и крестьянской войной под предводительством Мустафы Бёрклюдже (Mustafa Börklüce, 1408—1417). Потерявшей практически всю свою территорию Византии поражение турок дало полувековую отсрочку. Воспользовавшись поражением Баязида, император Иоанн VII Палеолог отвоевал у его наследников европейское побережье Мраморного моря и Фессалоники. Стефан Лазаревич, по возвращении в Сербию с оставшимися воинами, в Константинополе из рук императора получил титул деспота (второй по важности после царского). После одержанной победы Тимура поздравили короли Англии, Франции и Кастилии. Посол Кастилии Руй Гонсалес де Клавихо совершил длительную поездку в столицу государства Тимура Самарканд и подробно описал её позже в Европе.

### Византийская империя
По распространённой в современной исторической литературе версии, именно благодаря поражению армии Баязида византийская государственность просуществовала ещё полвека (до 1453 года). Однако это не совсем так. Накануне нашествия туркменские племена, нахлынувшие в Малую Азию под давлением наступающих монголов продвинулись к Эгейскому морю и окончательно лишили греков-христиан демографического перевеса в регионе. Более того, накануне битвы турки со своими стадами начали в панике переправляться в Европу через подконтрольный османам (с 1352 года) Галлиполи, ещё более заселив долину Марицы и Фракию. Многие искали убежища в расположенной здесь же османской столице — городе Эдирне (с 1365 года). Таким образом, нашествие Тимура скорее ускорило тюркизацию и мусульманизацию балканской Фракии, изолировав греческий Константинополь от массива соседних христианских народов и, несмотря на отсрочку, оно фактически не оставило ему никаких шансов на сохранение независимости, поскольку Константинополь теперь со всех сторон оказался окружён преимущественно турецким населением. С другой стороны, поток турецких поселенцев снизился после перехода побережья Мраморного моря к Византии в результате временного ослабления и раздробления османского государства.